# London Critics’ Circle Film Award/Beste Nebendarstellerin
Der London Critics’ Circle Film Award für die beste Nebendarstellerin wurde 2012 zum ersten Mal vergeben. Er ist Nachfolger des Preises für den London Critics’ Circle Film Award/Beste britische Nebendarstellerin, der von 1998 bis 2011 bei den London Critics’ Circle Film Awards nur an Briten vergeben wurde.

## Preisträgerinnen
Anmerkung: Die Preisverleihung bezieht sich immer auf Filme des vergangenen Jahres, Preisträger von 2012 stammen also aus dem Filmjahr 2011.
| Jahr | Preisträgerinnen     | Film                                 | Nominierte |
| 2012 | Sareh Bayat          | Nader und Simin – Eine Trennung      | Jessica Chastain – The Help Vanessa Redgrave – Coriolanus Octavia Spencer – The Help Jacki Weaver – Königreich des Verbrechens                                                    |
| 2013 | Anne Hathaway        | Les Misérables                       | Amy Adams – The Master Judi Dench – James Bond 007: Skyfall Sally Field – Lincoln Isabelle Huppert – Liebe                                                                        |
| 2014 | Lupita Nyong’o       | 12 Years a Slave                     | Naomie Harris – Mandela: Long Walk to Freedom Sally Hawkins – Blue Jasmine Jennifer Lawrence – American Hustle June Squibb – Nebraska                                             |
| 2015 | Patricia Arquette    | Boyhood                              | Marion Bailey – Mr. Turner – Meister des Lichts Jessica Chastain – A Most Violent Year Agata Kulesza – Ida Emma Stone – Birdman oder (Die unverhoffte Macht der Ahnungslosigkeit) |
| 2016 | Kate Winslet         | Steve Jobs                           | Olivia Colman – The Lobster Kristen Stewart – Die Wolken von Sils Maria Tilda Swinton – Dating Queen Alicia Vikander – Ex Machina                                                 |
| 2017 | Naomie Harris        | Moonlight                            | Viola Davis – Fences Greta Gerwig – Jahrhundertfrauen Riley Keough – American Honey Michelle Williams – Manchester by the Sea                                                     |
| 2018 | Lesley Manville      | Der seidene Faden                    | Lily Gladstone – Certain Women Holly Hunter – The Big Sick Allison Janney – I, Tonya Laurie Metcalf – Lady Bird                                                                   |
| 2019 | Rachel Weisz         | The Favourite – Intrigen und Irrsinn | Elizabeth Debicki – Widows – Tödliche Witwen Cynthia Erivo – Bad Times at the El Royale Claire Foy – Aufbruch zum Mond Regina King – If Beale Street Could Talk                   |
| 2020 | Laura Dern           | Marriage Story                       | Jennifer Lopez – Hustlers Florence Pugh – Little Women Margot Robbie – Bombshell – Das Ende des Schweigens Tilda Swinton – The Souvenir                                           |
| 2021 | Marija Bakalowa      | Borat Anschluss Moviefilm            | Ellen Burstyn – Pieces of a Woman Essie Davis – Milla Meets Moses (Babyteeth) Jennifer Ehle – Saint Maud Amanda Seyfried – Mank                                                   |
| 2022 | Ruth Negga           | Seitenwechsel (Passing)              | Jessie Buckley – Frau im Dunkeln (The Lost Daughter) Ariana DeBose – West Side Story Kirsten Dunst – The Power of the Dog Rita Moreno – West Side Story                           |
| 2023 | Kerry Condon         | The Banshees of Inisherin            | Hong Chau – The Whale Dolly de Leon – Triangle of Sadness Nina Hoss – Tár Guslagie Malanda – Saint Omer                                                                           |
| 2024 | Da’Vine Joy Randolph | The Holdovers                        | Claire Foy – All of Us Strangers Sandra Hüller – The Zone of Interest Julianne Moore – May December Rosamund Pike – Saltburn                                                      |
| 2025 | Zoe Saldaña          | Emilia Pérez                         | Michele Austin – Hard Truths Danielle Deadwyler – The Piano Lesson Margaret Qualley – The Substance Isabella Rossellini – Konklave                                                |